# Gerd-Rainer Horn
Gerd-Rainer Horn (1955) es un historiador, profesor de la Universidad de Warwick.
Es autor de obras como European Socialists Respond to Fascism: Ideology, Activism and Contingency in the 1930s (Oxford University Press, 1996);  The Spirit of '68: Rebellion in Western Europe and North America, 1956-1976 (Oxford University Press, 2007) o Western European liberation theology. The first wave (1924–1959) (Oxford University Press, 2008).
También ha sido editor de obras como Left Catholicism 1943-1955. Catholics and Society in Western Europe at the Point of Liberation (Leuven University Press, 2001), junto a Emmanuel Gerard; o Transnational Moments of Change: Europe 1945, 1968, 1989 (Rowman & Litfield, 2004), junto a Padraic Kenney; 1968 und die Arbeiter. Studien zum «proletarischen Mai» in Europa (VSA Verlag, 2007), junto a Bernd Gehrke; entre otras.